# مات ميد
مات ميد هو محامي وشخصية أعمال وسياسي أمريكي، ولد في 11 مارس 1962 في جاكسون في الولايات المتحدة. نشط حزبياً في الحزب الجمهوري. وقد انتخب حاكم وايومنغ ‏ (3 يناير 2011 – 7 يناير 2019).